# Rivière Cannonball
Pour les articles homonymes, voir Cannonball.
La rivière Cannonball (lakota : Íŋyaŋwakağapi Wakpá) est un affluent de la rivière Missouri, d'environ 135 milles (217,26144 km) de long, située dans le sud-ouest du Dakota du Nord aux États-Unis.
Des concrétions en forme de boulets de canon trouvées près de ce cours d'eau sont à l'origine de son nom.
La Cannonball a fait parler d'elle à la suite de l'exploitation d'hydrocarbures fossiles non conventionnels dans son bassin versant, par la méthode du fracking, puis dans le cadre de l'oléoduc, contesté, construit par la société Energy Transfer Partners ; un groupe de jeunes militants de la réserve indienne de Standing Rock a couru du Dakota du Nord à Washington, D.C. pour présenter une pétition protestant contre la construction de l'oléoduc, et a lancé une campagne internationale baptisée ReZpect Our Water (cet oléoduc passe sous les rivières Missouri, Mississippi et sous une partie du lac Oahe situé dans la réserve indienne de Standing Rock, de la communauté Sioux).
En octobre 2016, les manifestations contre l'oléoduc Dakota Access ont éclaté sur un site de construction près de la rivière Cannonball dans le Dakota du Nord ; entraînant l'arrestation de plusieurs centaines de personnes et l'utilisation de la force par une société de sécurité privée, la police d'État et de comté du Dakota du Nord, et la Garde nationale du Dakota du Nord,.

## Géographie
Elle prend sa source dans la prairie nationale du Petit Missouri, dans les badlands au nord d'Amidon, dans le nord du comté de Slope. Elle s'écoule vers l'ESE, passant par New England, Mott et Burt. Elle est rejointe par la Cedar Creek à environ 15 milles (24,14016 km) au sud-ouest de Shields et coule vers le nord-est, au-delà de Shields, formant la frontière nord du comté de Sioux et de la réserve indienne de Standing Rock.
Elle rejoint la rivière Missouri dans le lac Oahe près de Cannon Ball.